# Sparriger Schüppling
Der Sparrige Schüppling (Pholiota squarrosa) ist eine Pilzart aus der Familie der Träuschlingsverwandten (Strophariaceae). Er gilt in der jüngeren Literatur als giftig, ist aber gut gegart essbar.

## Merkmale

### Makroskopische Merkmale
Der anfangs rundlich-geschlossene und später gewölbt bis ausgebreitete Hut erreicht eine Breite von 40–100(–150) mm. Seine Oberfläche ist trocken, der blassgelbe Grund ist mit rotbraunen, sparrig abstehenden Schuppen dicht besetzt. Der Rand ist lange eingerollt. Die angewachsenen bis kurz herablaufenden und dichtstehenden Lamellen sind anfangs blassgelb und später bei Reife der Sporen braun gefärbt. Das Sporenpulver hat eine rostbraune Färbung. Der blassgelbe und rostbraun geschuppte, oberhalb des faserig-fransigen Rings (Annulus) glatte Stiel ist 5–15 cm lang und 5–15 mm breit. Die Basis ist rotbraun und oft verjüngt. Das blassgelbe Fleisch (Trama) schmeckt und riecht ähnlich wie Rettich.

### Mikroskopische Merkmale
Die Sporen sind elliptisch, besitzen einen sehr feinen Keimporus und messen 6,5–8 µm × 4–4,5 µm. Chrysozystiden sind vorhanden und haben einen vollständig gelb gefärbten Inhalt.

## Artabgrenzung
Der Sparrige Schüppling gilt als klassischer Doppelgänger einiger Hallimasche (Armillaria sp.) Er unterscheidet sich durch die gröberen, deutlich abstehenden und fest angewachsenen Schuppen und das braune Sporenpulver, während sein Doppelgänger ein weißes Sporenpulver besitzt. Außerdem ist der Stiel beim Hallimasch niemals sparrig geschuppt.
Der Sparrige Schüppling kann zudem mit einer ganzen Reihe anderer Schüpplinge verwechselt werden. Der Goldfell-Schüppling (Pholiota aurivellus) hat eine deutlich schmierige, bei Feuchtigkeit schleimige Hutoberfläche mit am Hut angedrückten Schüppchen. Der Pappel-Schüppling (Hemipholiota populnea) ist wesentlich blasser und mehr beige-grau gefärbt. Er wächst an Pappeln und schmeckt deutlich bitter. Der recht seltene Feuer-Schüppling (Pholiota flammans) hat ebenfalls sparrig abstehende Schuppen, ist aber lebhafter gelb bis orange-gelb gefärbt und wächst meist auf am Boden liegenden toten Nadelholz-Ästen. Der ebenfalls sehr ähnliche Bleiche Schüppling (Pholiota squarrosoides) hat zwischen den trockenen Schuppen eine schmierig klebrige Huthaut und einen obstartigen Geruch. Mikroskopisch lässt er sich sicher durch die wesentlich kleineren Sporen unterscheiden.

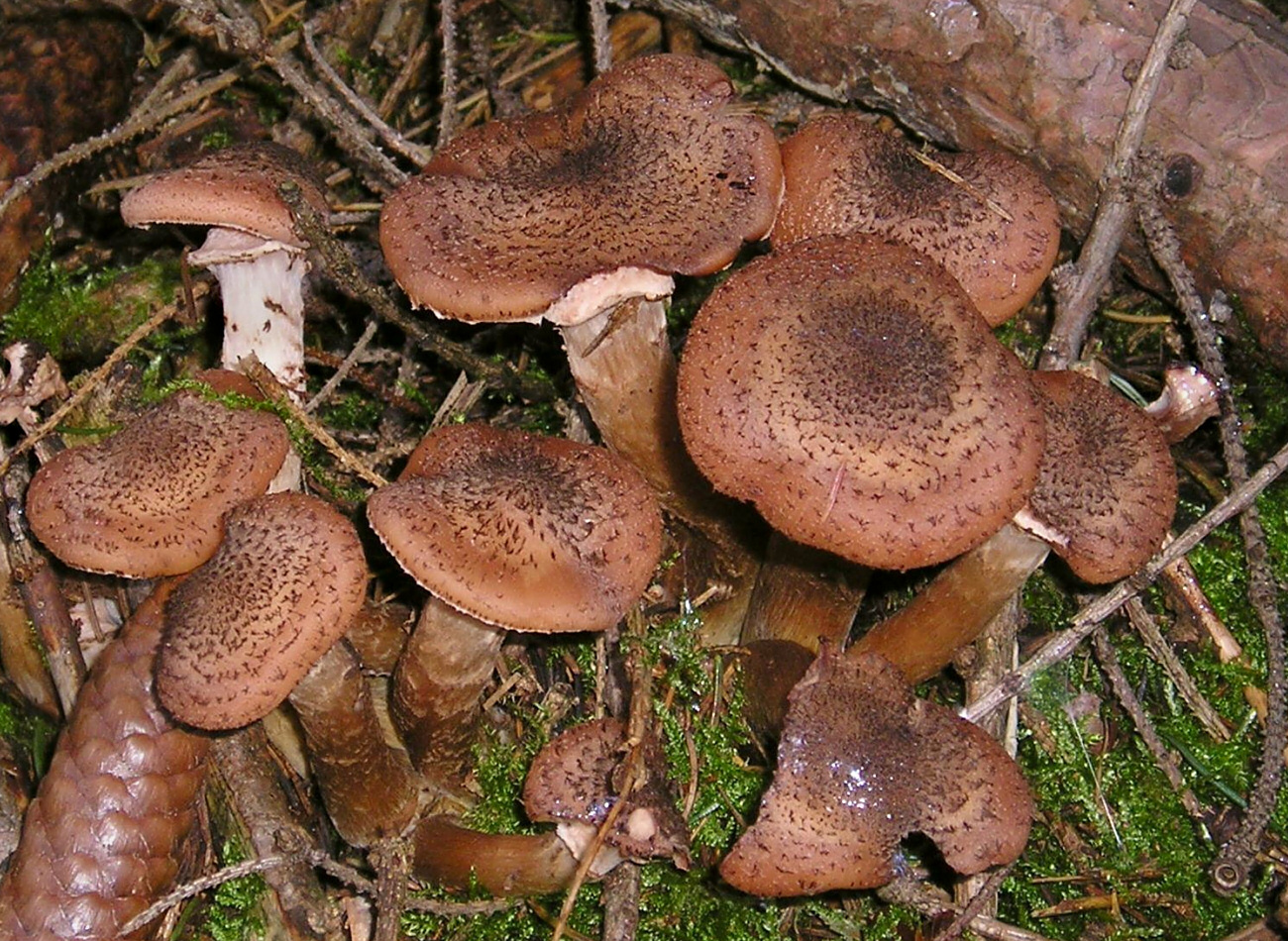
Hallimasche, wie der hier abgebildete Dunkle Hallimasch, haben ein weißes Sporenpulver und keinen sparrig geschuppten Stiel.
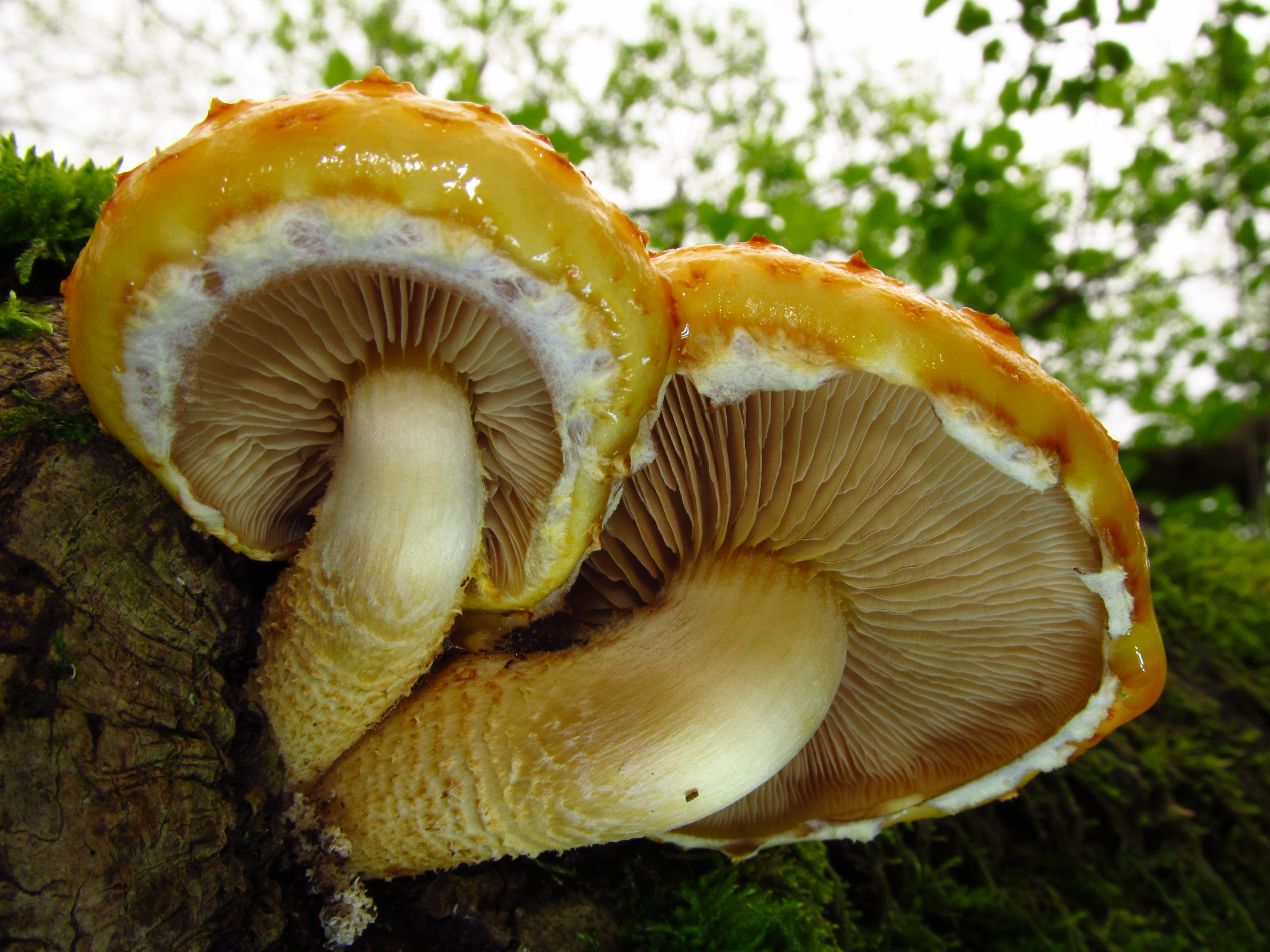
Der Goldfell-Schüppling hat einen deutlich schmierigen Hut mit angedrückten Schüppchen.
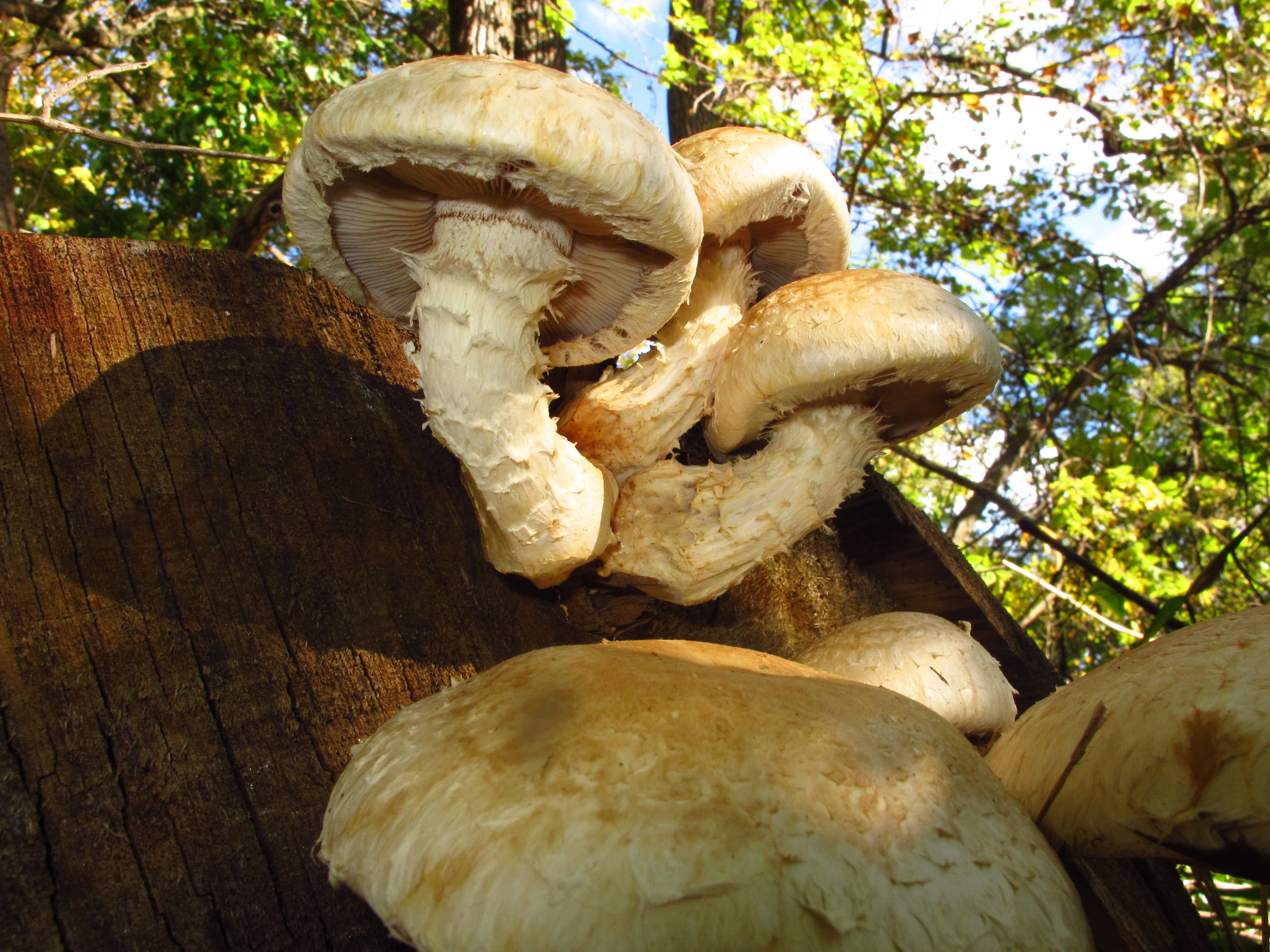
Der Pappel-Schüppling ist blasser, mehr beige-grau gefärbt und wächst an Pappeln.
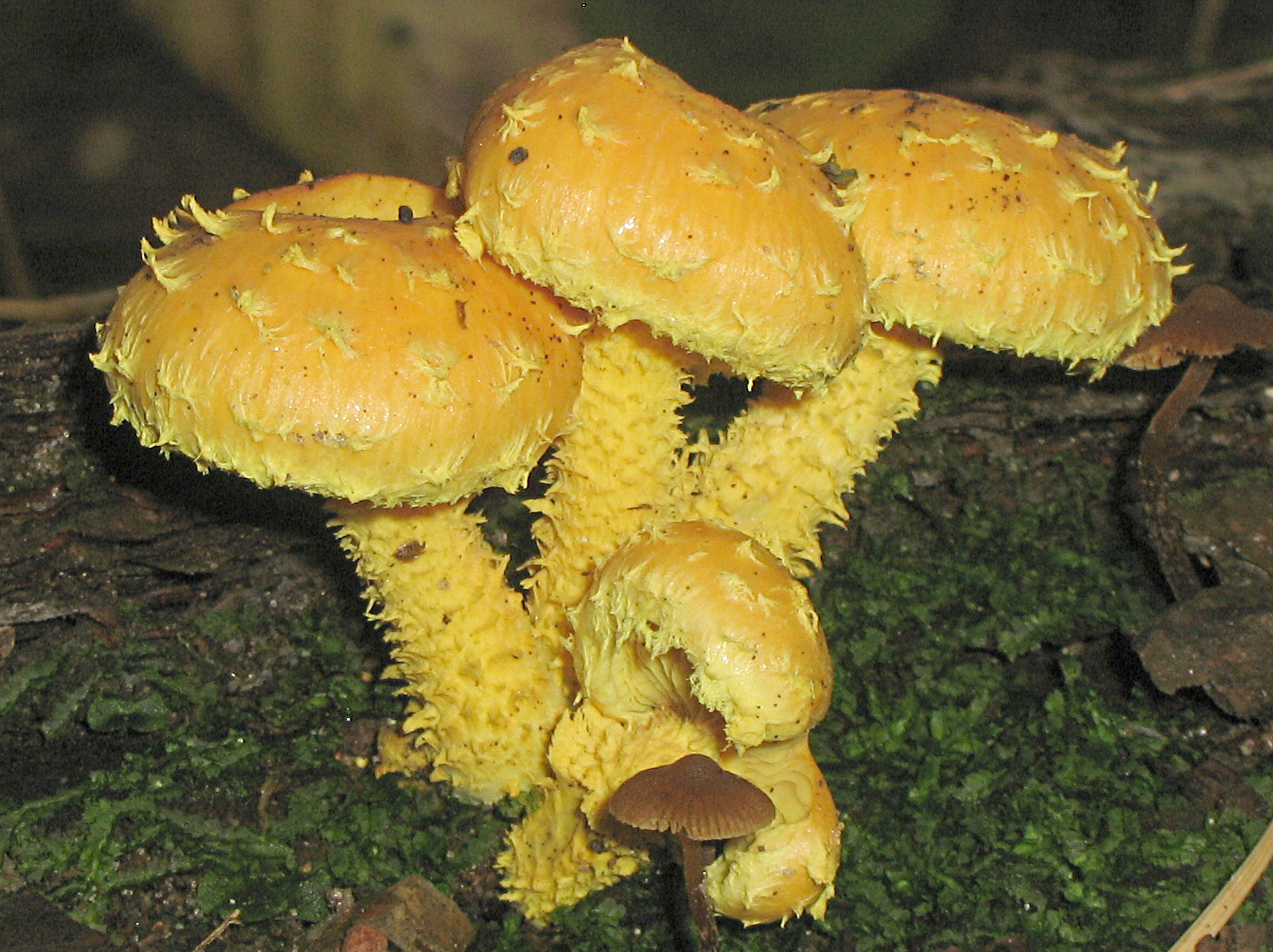
Der Feuer-Schüppling ist lebhaft gelb bis orange-gelb gefärbt und wächst an Nadelbäumen
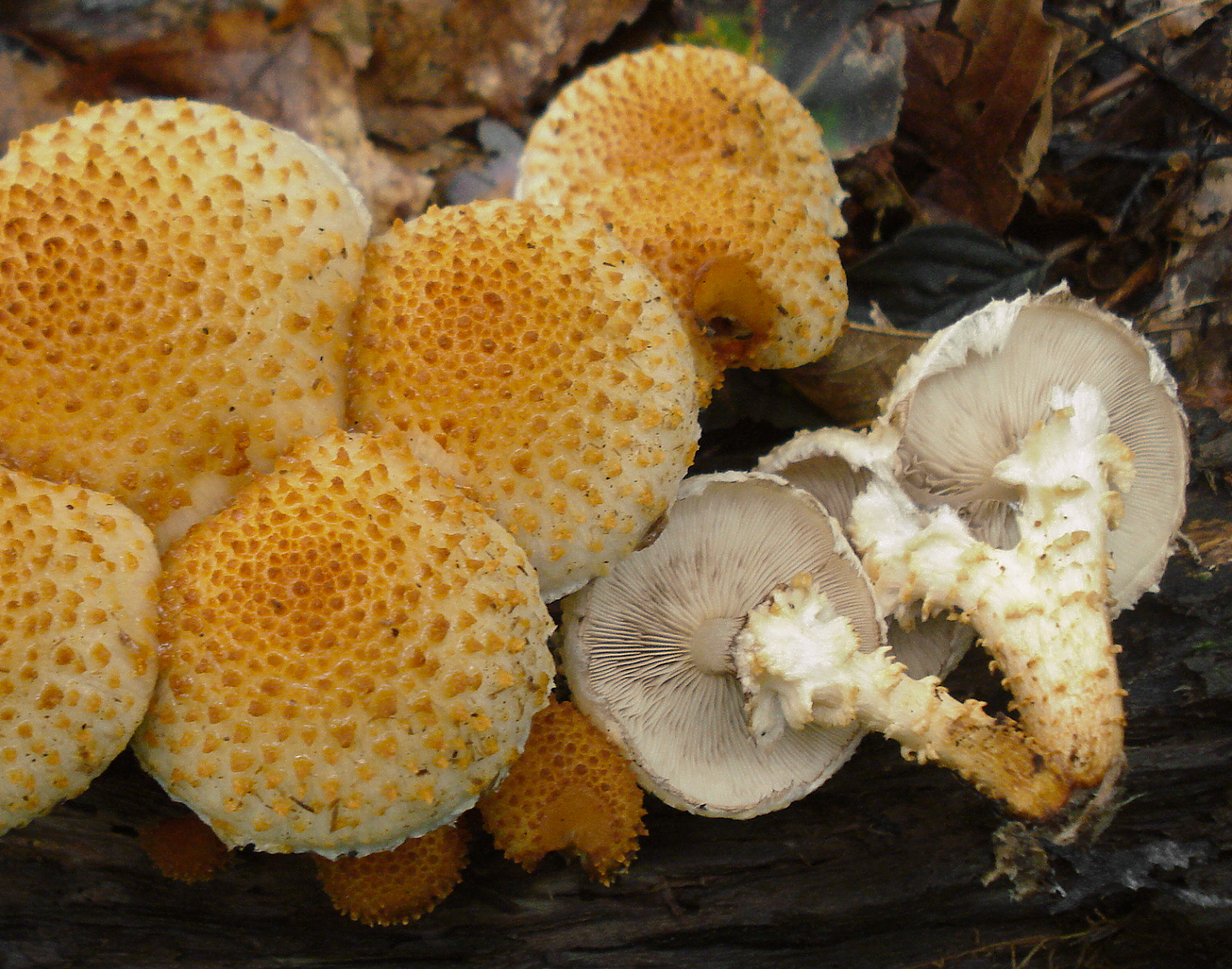
Der Bleiche Schüppling hat zwischen den trockenen Schuppen eine schmierige Huthaut und einen obstartigen Geruch.

## Ökologie und Phänologie
Der Sparrige Schüppling wächst in großen Büscheln aus totem oder lebendem Laubholz (häufiger Apfelbäume, am Stammfuß), selten auch an Nadelholz (oft Fichte). Die Art ist in Mitteleuropa sehr häufig und besonders an Straßen-, Park- und Obstbäumen zu finden. Sparrige Schüpplinge verursachen eine Weißfäule, der Abbau von lebendem Holz erfolgt eher langsam.
Die Fruchtkörper erscheinen meistens erst im Herbst und Spätherbst.